# Concerto pour clarinette de Nielsen
Pour les articles homonymes, voir Concerto pour clarinette (homonymie).

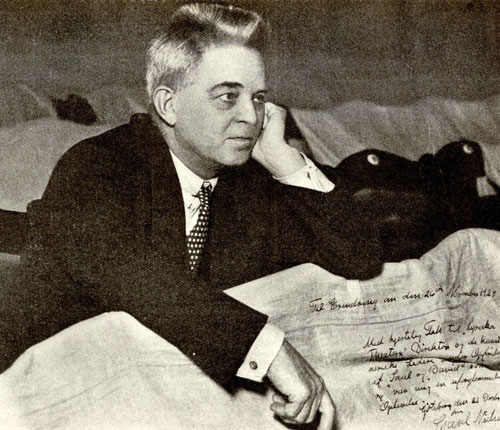
Carl Nielsen

Le concerto pour clarinette et orchestre opus 57 est un concerto de Carl Nielsen. Composé en 1928, il fut créé le 11 octobre 1928 à Copenhague. Il est dédié au clarinettiste Aage Oxenvad.

## Structure
1. Allegretto un poco
2. Poco adagio
3. Allegro non troppo
4. Allegro vivace

## Instrumentation
- deux bassons, deux cors, percussion, cordes.